# アンディ・パリーノ
アンドリュー・バーカー・パリーノ（Andrew Barker Parrino, 1985年10月31日 - ）は、アメリカ合衆国・ニューヨーク州モンロー郡ブロックポート出身のプロ野球選手（内野手）。右投両打。現在は、フリーエージェント（FA）。

## 経歴

### プロ入り前
ニューヨーク州シラキュースにあるル・モインカレッジでプレーし、2007年には所属するカンファレンスの年間最優秀選手賞に選ばれる。

### プロ入りとパドレス時代
2007年のMLBドラフト26巡目（全体807位）でサンディエゴ・パドレスから指名され、プロ入り。
2011年8月26日にメジャー初昇格を果たし、その日の対アリゾナ・ダイヤモンドバックス戦でメジャーデビュー。
この年は遊撃手、二塁手、外野手として試合に出場した。
2012年はスプリングトレーニングでエバース・カブレラとの競争に勝ち、ユーティリティプレイヤーとして開幕を迎える。6月3日に右手首の張りで故障者リスト入りするまで24試合に先発した、その後は9月5日に再昇格。

### アスレチックス時代
2012年11月16日にタイソン・ロス、A.J.カービー・ジョーンズとの2対2のトレードで、アンドリュー・ワーナーと共にオークランド・アスレチックスへ移籍した。
2013年は開幕をマイナーで迎えるが、負傷したスコット・サイズモアの代わりとして4月10日に昇格。
2014年2月27日にジェイク・エルモアの加入に伴い、DFAとなった。

### レンジャーズ傘下時代
2014年3月3日にウェイバー公示を経てテキサス・レンジャーズへ移籍した。3月17日にAAA級ラウンドロック・エクスプレスへ異動。AAA級ラウンドロックでは13試合に出場したが、4月18日にDFAとなった。

### アスレチックス復帰
2014年4月21日にウェイバー公示を経て古巣・アスレチックスへ復帰。同日にAAA級サクラメント・リバーキャッツへ異動した。6月13日にアルベルト・カヤスポが父親産休リスト入りしたため、メジャーへ昇格。2試合に出場したが、16日にカヤスポが復帰したため、AAA級サクラメントへ降格した。7月12日にカヤスポが故障者リスト入りしたため、メジャーへ再昇格。昇格後はジョシュ・レディックの故障もあって左翼手の守備に就くなど、3試合に出場したが、7月21日にレディックが故障者リストから復帰したため、AAA級サクラメントへ降格。8月14日にジェド・ラウリーが故障者リスト入りしたため再昇格し、遊撃のポジションを奪取したが、12試合の出場で打率.103と結果を残せず、9月は4試合の出場にとどまった。アスレチックスでは21試合に出場して打率.152・1本塁打・3打点だった。
2015年1月10日にDFAとなり、14日に40人枠を外れる形でAAA級ナッシュビル・サウンズへ配属された。シーズンでは5月22日にメジャー契約を結んでアクティブ・ロースター入りして17試合に出場したが、8打席で無安打だった。6月19日にDFAとなり、22日に再び40人枠を外れる形でAAA級ナッシュビルへ配属された。6月30日に2015年パンアメリカン競技大会の男子野球アメリカ合衆国代表に選出されたことが発表され代表入りしている。同大会では決勝のカナダ戦でサヨナラ負けし、準優勝で銀メダルを獲得した。10月5日にFAとなった。

### ホワイトソックス傘下時代
2015年12月4日にシカゴ・ホワイトソックスとマイナー契約を結んだ。
2016年は傘下のAAA級シャーロット・ナイツでプレーし、52試合に出場して打率.213・1本塁打・19打点・2盗塁の成績を残した。オフの11月7日にFAとなった。

## 詳細情報

### 年度別打撃成績
| 年 度     | 球 団     | 試 合 | 打 席 | 打 数 | 得 点 | 安 打 | 二 塁 打 | 三 塁 打 | 本 塁 打 | 塁 打 | 打 点 | 盗 塁 | 盗 塁 死 | 犠 打 | 犠 飛 | 四 球 | 敬 遠 | 死 球 | 三 振 | 併 殺 打 | 打 率 | 出 塁 率 | 長 打 率 | O P S |
| --------- | --------- | ----- | ----- | ----- | ----- | ----- | -------- | -------- | -------- | ----- | ----- | ----- | -------- | ----- | ----- | ----- | ----- | ----- | ----- | -------- | ----- | -------- | -------- | ----- |
| 2011      | SD        | 24    | 55    | 44    | 3     | 8     | 1        | 0        | 0        | 9     | 4     | 1     | 0        | 0     | 1     | 9     | 1     | 1     | 17    | 1        | .182  | .327     | .205     | .532  |
| 2012      | SD        | 55    | 138   | 116   | 9     | 24    | 5        | 0        | 1        | 32    | 6     | 1     | 0        | 2     | 1     | 17    | 7     | 2     | 35    | 2        | .207  | .316     | .276     | .592  |
| 2013      | OAK       | 14    | 36    | 34    | 2     | 4     | 2        | 0        | 0        | 6     | 1     | 0     | 0        | 0     | 0     | 2     | 0     | 0     | 12    | 1        | .118  | .167     | .176     | .343  |
| 2014      | OAK       | 21    | 51    | 46    | 4     | 7     | 3        | 0        | 1        | 13    | 3     | 0     | 0        | 0     | 1     | 3     | 1     | 1     | 14    | 1        | .152  | .216     | .283     | .498  |
| 2015      | OAK       | 19    | 8     | 6     | 1     | 0     | 0        | 0        | 0        | 0     | 0     | 0     | 0        | 0     | 0     | 2     | 0     | 0     | 5     | 0        | .000  | .250     | .000     | .250  |
| 通算：5年 | 通算：5年 | 133   | 288   | 246   | 19    | 43    | 11       | 0        | 2        | 60    | 14    | 2     | 0        | 2     | 3     | 33    | 9     | 4     | 83    | 5        | .175  | .280     | .244     | .524  |

- 2017年度シーズン終了時

### 背番号
- 3（2011年 - 2012年）
- 12（2013年 - 2015年）

### 代表歴
- 2015年パンアメリカン競技大会男子野球アメリカ合衆国代表